# Quevedos
Quevedos är en kommun i Brasilien.   Den ligger i delstaten Rio Grande do Sul, i den södra delen av landet, 1 600 km söder om huvudstaden Brasília. Antalet invånare är 2 710.
Trakten runt Quevedos består till största delen av jordbruksmark. Runt Quevedos är det mycket glesbefolkat, med 4 invånare per kvadratkilometer.